# Zażartka ciemnobroda
Artykuł ten został zgłoszony do umieszczenia na stronie głównej w rubryce „Czy wiesz”.
Pomóż nam go sprawdzić: oceń zgłoszoną nominację.
Zażartka ciemnobroda (Nabis brevis) – gatunek pluskwiaka z podrzędu różnoskrzydłych, rodziny zażartkowatych i podrodziny Nabinae. Zamieszkuje palearktyczną Eurazję od Wysp Brytyjskich po Syberię, Mongolię i zachodnie Chiny.

## Taksonomia
Gatunek ten opisany został po raz pierwszy w 1847 roku przez Heinricha Scholtza. Jako miejsce typowe wskazano polską część Śląska. W 1964 roku Reinhard Remane opisał na łamach „Zoologische Beiträge” takson Nabis ferghanensis, wskazując jako miejsce typowe Ak-Terek w Kirgistanie. Izjasław Kerżner w 1968 roku obniżył rangę do podgatunku w obrębie zażartki ciemnobrodej. W związku z tym w obrębie omawianego gatunku wyróżnia się dwa podgatunki:
- Nabis (Nabis) brevis brevis Scholtz, 1847
- Nabis (Nabis) brevis ferghanensis Remane, 1964.

## Morfologia
Pluskwiak o ciele długości od 5,6 do 6,2 mm. Dominujące ubarwienie jest żółtobrązowe.
Czułki mają człon drugi krótszy lub równy długością przedniemu brzegowi przedplecza.
Przedtułów jest stopniowo ku tyłowi rozszerzony. Przedplecze ma krawędź tylną co najmniej nieznacznie krótszą niż dwukrotność długości krawędzi przedniej. Tarczka pozbawiona jest półokrągłych rejonów błyszczącego oskórka w kątach bocznych. 
Półpokrywy u samca są tak długie jak odwłok, u samic nieco krótsze. Przykrywki mają brunatne z żółtawym użyłkowaniem i wydłużonymi, niekiedy połączonymi, czarnymi punktami w części wierzchołkowej. Zakrywka jest węższa od przykrywki i zazwyczaj ma niezamknięte komórki użyłkowania. Przednia para odnóży ma stosunkowo krótkie, nie sięgające poza przedni brzeg oczu uda z szerokimi, czarnymi prążkami na powierzchni zewnętrznej, często pozlewanymi w ciemną plamę, nierzadko jeszcze z grubą, ciemną kreską ponad tą plamą.
Zarys odwłoka jest podługowato-rombowaty. Listewki brzeżne odwłoka są od spodu wygraniczone bruzdami i nie są ku górze podniesione. Na sternitach nie występują połyskujące się kropki.

## Biologia i ekologia
Owad mezofilny, obecny w różnych siedliskach, głównie stosunkowo suchych. Bytuje na powierzchni gleby i w niższych częściach roślin zielnych. Jest drapieżnikiem.
Postacie dorosłe zimują i bywa, że również w zimę pozostają aktywne, natomiast typowo aktywne są do października i ponownie od kwietnia. Jaja składają na wiosnę u dołu źdźbeł traw i łodyg roślin zielnych. Larwy klują się w maju i obserwowane są do sierpnia. Nowe pokolenie form dorosłych ukazuje się w lipcu i sierpniu.

## Rozprzestrzenienie
Gatunek palearktyczny, należący do syberyjsko-atlantyckiego elementu faunistycznego.
Podgatunek nominatywny w Europie znany jest z Wielkiej Brytanii, Francji, Belgii, Holandii, Luksemburga, Niemiec, Szwajcarii, Liechtensteinu, Austrii, Włoch, Danii, Szwecji, Norwegii, Finlandii, Estonii, Łotwy, Litwy, Polski, Czech, Słowacji, Węgier, Białorusi, Ukrainy, Rumunii, Bułgarii, Słowenii, Chorwacji, Bośni i Hercegowiny, Serbii oraz europejskiej części Rosji, a w Azji z syberyjskiej części Rosji, Gruzji, Armenii, anatolijskiej części Turcji, Kazachstanu i Mongolii.
Azjatycki podgatunek N. b. ferghanensis podawany jest z Kazachstanu, Uzbekistanu, Tadżykistanu, Kirgistanu i północno-zachodnich Chin.